# Мат Блуум
Матю Джейсън Блум (роден на 14 ноември 1972) е американски професионален кечист.
Подписва договор с WWE под името Лорд Тенсаи. Между 1997 и 2004 г. Блум се бие в Световната федерация по кеч (WWF/WWE) под имената Принц Албърт, Албърт и Еи-Треин. По време на престоя си в промоцията, той става един път интерконтинентален шампион. След като напуска WWE, Блум отива в японски федерации и е под името Гиганта Бернард започва да работи в New Japan Pro Wrestling, където става два пъти отборен шампион на IWGP държи рекорда за най-дългото царуване с партньора му с Карл Андерсън. Бернард и Андерсон също са бивши GHC отборни шампиони.
- Интро песни
  - Shrine By Jim Johnston (WWE) (2012-момента)

### Завършващи движения
- Зелената мъгла

## Титли и отличия
- I* Impact Zone Wrestling
- l* IZW Heavyweight Championship (1 път)

- New Japan Pro Wrestling
  - IWGP Tag Team Championship (2 пъти) – с Травис Томко (1) и Карл Андерсън (1)
  - G1 Climax Tag League (2007) – с Травис Томко
  - G1 Climax Tag League (2009) – с Карл Андерсън
  - New Japan Cup (2006)

- Power Pro Wrestling
  - PPW Heavyweight Championship (1 път)
  - PPW Young Guns Championship (1 път)

- Pro Wrestling Illustrated
  - PWI го класира #53 от 500-те най-добри кечисти в PWI 500 през 2008 г.

- Pro Wrestling Noah
  - GHC Tag Team Championship (1 път) – с Карл Андерсън

- World Wrestling Federation
  - WWF Intercontinental Championship (1 път)

- Wrestling Observer Newsletter
  - Отбор На Годината (2011) – с Карл Андерсън